# Скворцов, Николай Александрович (Герой Советского Союза)
Николай Александрович Скворцов (1 марта 1922, с. Юшково, Курская губерния — 27 марта 1944, Николаев) — Герой Советского Союза, участник «десанта Ольшанского», пулемётчик 384-го отдельного батальона морской пехоты Одесской военно-морской базы Черноморского флота, краснофлотец.

## Биография
Родился 1 марта 1922 года в селе Юшково (ныне в составе Губкинского городского округа Белгородской области) в семье крестьянина. Русский.
Окончил начальную школу. Работал в колхозе, затем на лесоскладе шахты в городе Енакиево Донецкой области. Член ВЛКСМ.
В Военно-Морском Флоте 1941 года. Служил в 303-м стрелковом взводе Потийской Военно-морской базы, затем — в артиллерийских частях береговой обороны той же базы. С сентября 1943 года — пулемётчик 1-й стрелковой роты 384-го отдельного батальона морской пехоты Черноморского флота.
Участвовал в десантной операции в город Осипенко (ныне Бердянск). Затем были бои на Кинбурнской косе, освобождение посёлков Херсонской области — Богоявленское (ныне Октябрьский) и Широкая Балка.

### Подвиг
Во второй половине марта 1944 года войска 28-й армии начали бои по освобождению города Николаева. Чтобы облегчить фронтальный удар наступающих, было решено высадить в порт Николаев десант. Из состава 384-го отдельного батальона морской пехоты выделили группу десантников под командованием старшего лейтенанта Константина Ольшанского. В неё вошли 55 моряков, 2 связиста из штаба армии и 10 сапёров. Проводником пошёл местный рыбак Андреев. Одним из десантников был матрос Скворцов.
Двое суток отряд вёл кровопролитные бои, отбил 18 ожесточённых атак противника, уничтожив при этом до 700 солдат и офицеров врага. Во время последней атаки фашисты применили танки-огнемёты и отравляющие вещества. Но ничто не смогло сломить сопротивление десантников, принудить их сложить оружие. Они с честью выполнили боевую задачу.
28 марта 1944 года советские войска освободили Николаев. Когда наступающие ворвались в порт, им предстала картина происшедшего здесь побоища: разрушенные снарядами обгорелые здания, более 700 трупов фашистских солдат и офицеров валялись кругом, смрадно чадило пожарище. Из развалин конторы порта вышло 6 уцелевших, едва державшихся на ногах десантников, ещё 2-х отправили в госпиталь. В развалинах конторы нашли ещё четверых живых десантников, которые скончались от ран в этот же день. Пали все офицеры, старшины, сержанты и многие краснофлотцы. Погиб и матрос Н. А. Скворцов.
Похоронен в братской могиле в городе Николаев в сквере 68-ми десантников.
Весть об их подвиге разнеслась по всей армии, по всей стране. Верховный Главнокомандующий приказал всех участников десанта представить к званию Героя Советского Союза.

## Награды
Указом Президиума Верховного Совета СССР от 20 апреля 1945 года за образцовое выполнение боевых заданий командования на фронте борьбы с немецкими захватчиками и проявленные при этом отвагу и геройство матросу Скворцову Николаю Александровичу было присвоено звание Героя Советского Союза (посмертно). Также награждён орденом Ленина.

## Память
- Их именем названа улица города, открыт Народный музей боевой славы моряков-десантников. В Николаеве в сквере имени 68-ми десантников установлен памятник. В посёлке Октябрьском на берегу Бугского лимана, откуда уходили на задание десантники, установлена мемориальная гранитная глыба с памятной надписью.
- В городе Губкин Белгородской области именем Героя названа улица.